# 加世田市
加世田市（かせだし）は、鹿児島県の薩摩半島西岸にあった市。2005年11月7日、川辺郡大浦町・笠沙町・坊津町、日置郡金峰町と合併し、南さつま市となり消滅した。
太平洋戦争末期には、最後の特攻隊の出撃地、万世飛行場が吹上浜にあった。

## 地理
- 薩摩半島
- 吹上浜
- 東シナ海

## 歴史
- 1954年（昭和29年）7月15日 - 川辺郡加世田町と万世町が新設合併し、加世田市が発足。
- 1955年（昭和30年）1月1日 - 日置郡田布施村高橋の一部（万之瀬川以南の新川地区及び網揚地区）を編入。
- 2005年（平成17年）11月7日 - 川辺郡笠沙町・大浦町・坊津町・日置郡金峰町と合併し、南さつま市が発足。同日加世田市廃止。

## 行政

### 歴代市長
特記なき場合『日本の歴代市長 : 市制施行百年の歩み』などによる。
| 代 | 氏名       | 就任                       | 退任                       | 備考 |
| -- | ---------- | -------------------------- | -------------------------- | ---- |
| 1  | 松山賢太郎 | 1954年（昭和29年）8月10日  | 1962年（昭和37年）8月9日   |      |
| 2  | 泊宝徳     | 1962年（昭和37年）8月10日  | 1985年（昭和60年）         | 辞職 |
| 3  | 吉峯良二   | 1985年（昭和60年）11月10日 | 1993年（平成5年）11月09日  |      |
| 4  | 川野信男   | 1993年（平成5年）11月10日  | 2005年（平成17年）11月06日 |      |

## 交通

### 鉄道
市域を通る鉄道路線は存在しない。

#### 廃止された鉄道路線
鹿児島交通
- 枕崎線（1984年3月18日廃止）：加世田駅 - 上加世田駅 - 内山田駅 - 上内山田駅 - 干河駅 - 津貫駅 - 上津貫駅 - 薩摩久木野駅

南薩鉄道
- 万世線（1962年1月15日廃止）：加世田駅 - 薩摩万世駅

### 道路
一般国道
- 国道226号
- 国道270号

## 学校

### 小学校
- 加世田市立内山田小学校
- 加世田市立加世田小学校
- 加世田市立川畑小学校
- 加世田市立久木野小学校
- 加世田市立小湊小学校
- 加世田市立津貫小学校
- 加世田市立長屋小学校
- 加世田市立万世小学校
- 加世田市立益山小学校

### 中学校
- 加世田市立加世田中学校
- 加世田市立津貫中学校
- 加世田市立万世中学校

### 高等学校
- 鹿児島県立加世田高等学校
- 鹿児島県立加世田常潤高等学校
- 鳳凰高等学校

## 名所・観光
- 吹上浜海浜公園
- 加世田市平和祈念館
- 南薩鉄道記念館
- 加世田城跡

## 出身著名人

### 政治家・経済人
- 小泉純也（旧姓・鮫島、衆議院議員、元防衛庁長官） - 内閣総理大臣を務めた小泉純一郎の父。
- 鮫島慶彦（衆議院議員、南薩鉄道社長）
- 尾辻秀久（参議院議員、元厚生労働大臣）
- 大藏律子（元神奈川県平塚市長）
- 上釜健宏（元TDK社長）

### 官僚
- 西春彦（外交官、元外務次官）

### 学者
- 松田達郎（生態学者、元国立極地研究所所長）

### 医師
- 羽牟裕一郎（麻酔科医師、日本バレーボール協会会長）

### スポーツ選手
- 大迫勇也（プロサッカー選手）

### 芸能人・文化人
- 宇都文昭（放射線技師、アマチュア天文家）
- 茶圓勝彦（砂像彫刻家）
- ダディ竹千代（ロック・ミュージシャン、音楽プロデューサー）
- 西尾三枝子（女優）

### 軍人
- 鮫島博一（第10代海上幕僚長、第9代統合幕僚会議議長）